# Bruna Benites
Bruna Beatriz Benites Soares (Cuiabá, 16 d'octubre de 1985) és una futbolista professional brasilera. Juga com a defensa i el seu actual equip és el SC Internacional de la primera divisió de la lliga brasilera. Ha estat internacional amb la selecció del Brasil, amb la que va guanyar la Copa Amèrica de 2014.

## Trajectòria

### Clubs
| Club                     | País            | Any                    |
| ------------------------ | --------------- | ---------------------- |
| Esporte Clube Comercial  | Brasil          | 2009 - 2010            |
| Foz Cataratas            | Brasil          | 2011 - 2012            |
| São José                 | Brasil          | 2013 - 2016            |
| Foz Cataractes           | Brasil          | 2016 - Mitja Temporada |
| Avaldsnes IL             | Noruega         | 2016 - Mitja Temporada |
| Houston Dash             | Estats Units    | 2017 - Mitja Temporada |
| Iranduba                 | Brasil          | 2017 - Mitja Temporada |
| Guangdong Huijun         | R.P. de la Xina | 2018 - 2019            |
| Sport Club Internacional | Brasil          | 2019 - present         |

### Palmarès

#### Títols nacionals

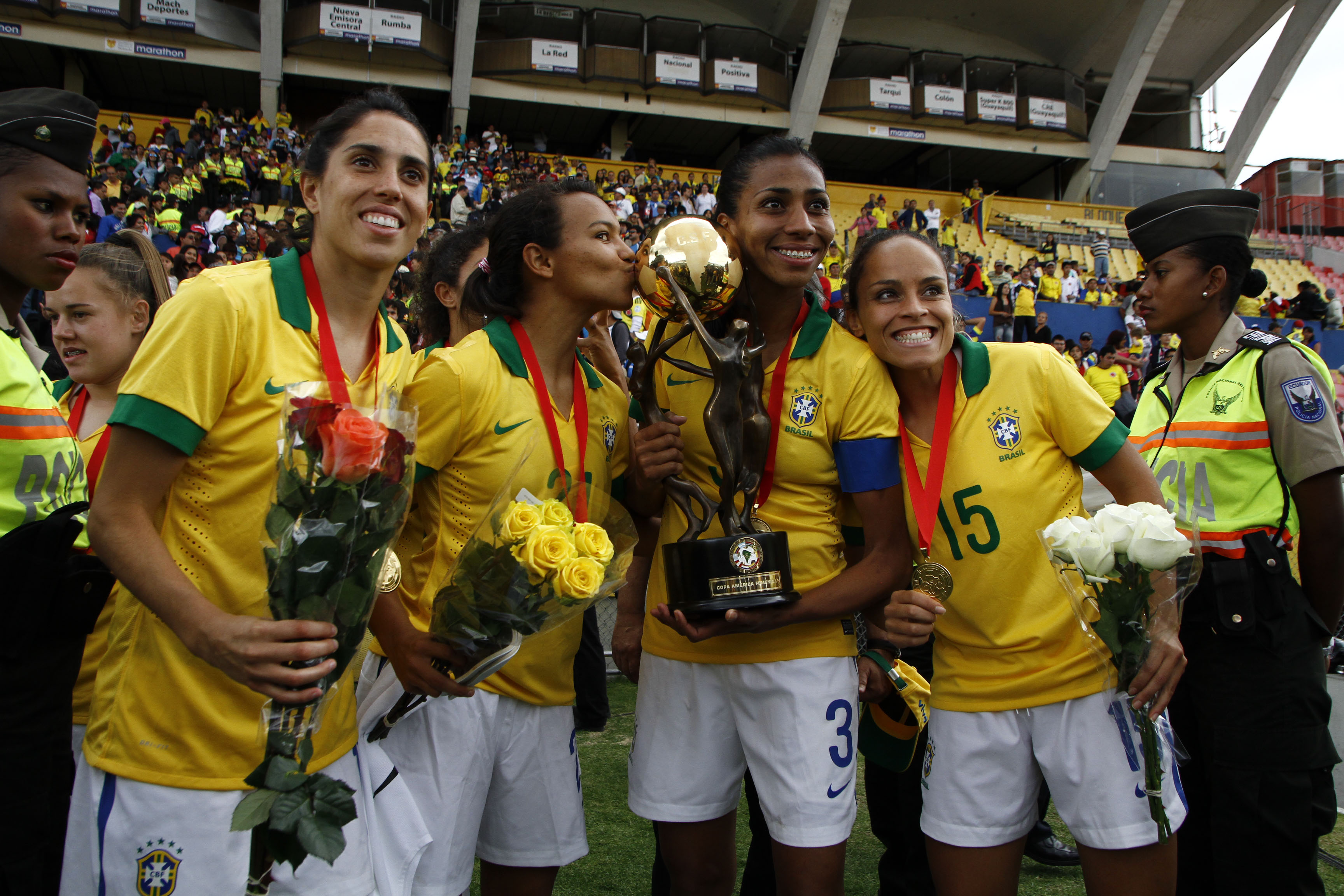
Benites aixecant la Copa Amèrica 2014

| Títol           | Club          | País   | Any  |
| --------------- | ------------- | ------ | ---- |
| Copa del Brasil | Foz Cataratas | Brasil | 2011 |
| Copa del Brasil | São José      | Brasil | 2013 |

#### Títols internacionals
| Títol                                 | Equip    | Seu    | Any  |
| ------------------------------------- | -------- | ------ | ---- |
| Copa Libertadores Femenina de América | São José | Brasil | 2013 |
| Copa Libertadores Femenina de América | São José | Brasil | 2014 |

### Selecció nacional femenina
Ha representat en 22 ocasions la selecció femenina de futbol del Brasil, anotant un total de 2 gols, participant en 3 edicions dels Jocs Olímpics i una Copa Amèrica Femenina.

#### Jocs Olímpics
| Edició              | Ronda           | Posició |
| ------------------- | --------------- | ------- |
| Londres 2012        | Quarts de final | 6°      |
| Río de Janeiro 2016 | Semifinals      | 4°      |
| Tokio 2021          | Quarts de final | 6°      |

#### Palmarès
| Títol                 | Equip  | Seu     | Any  |
| --------------------- | ------ | ------- | ---- |
| Copa Amèrica Femenina | Brasil | Equador | 2014 |
| Jocs Sud-americans    | Brasil | Xile    | 2014 |